# مالكوم ماكدونالد (سياسي)
مالكوم ماكدونالد هو سياسي كندي، ولد في 10 يوليو 1836، وتوفي في 23 سبتمبر 1902.